# Dia de Darwin
El Dia de Darwin se celebra el 12 de febrer a tot el món per commemorar l'aniversari del naixement de Charles Darwin, que va néixer un 12 de febrer de l'any 1809. Durant aquest dia, s'organitzen molts actes per tot el món per tal de remembrar aquest personatge i les seves obres, entre les quals destaca L'origen de les espècies, on explica la teoria de l'evolució a través de la selecció natural.

### Any 2009
L'any 2009, per celebrar els 200 anys del naixement de Darwin i els 150 anys de la publicació de L'origen de les espècies, va ser un any on es van organitzar una gran quantitat d'actes, com ara exposicions i es van publicar noves edicions de llibres de Darwin en català: Edicions Viena va publicar Autobiografia i cartes des del Beagle i la Universitat de València L’origen de les espècies.

### Any 2024
El 2024, aquest dia, el projecte Darwin Online fa pública la biblioteca personal completa de Darwin en format digital. Aquest any, també, Edicions del Cràter publica El viatge del Beagle, el llibre fet a partir de les anotacions al diari de Darwin durant el viatge de 5 anys a bord del vaixell Beagle circumnavegant el món. A més, s'organitzen altres activitats per conèixer més el naturalista més important de la història i la seva obra.